# NGC 3957
NGC 3957 је лентикуларна галаксија у сазвежђу Пехар која се налази на NGC листи објеката дубоког неба.
Деклинација објекта је - 19° 34' 8" а ректасцензија 11h 54m 1,5s. Привидна величина (магнитуда) објекта NGC 3957 износи 12,1 а фотографска магнитуда 13,0. Налази се на удаљености од 27,5000 милиона парсека од Сунца. NGC 3957 је још познат и под ознакама IC 2965, ESO 572-14, MCG -3-30-17, IRAS 11515-1917, PGC 37326.